# Thierry von Chartres
Thierry von Chartres (lateinisch Theodoricus Carnotensis; * um 1085; † um 1155) war ein platonischer Philosoph.

## Leben
Thierry lehrte 1121 an der Domschule von Chartres, dann in Paris, wo Johannes von Salisbury sein Schüler war, ab 1142 wieder in Chartres. Er wurde früher als Bruder des berühmten Gelehrten Bernhard von Chartres betrachtet, doch nach heutigem Forschungsstand beruht diese Annahme auf einer Verwechslung. Thierry war ein führender Repräsentant der Schule von Chartres, einer philosophischen Richtung, die in der Naturphilosophie und Kosmologie an die platonische Tradition, besonders an Platons Dialog Timaios anknüpfte. Thierry war einer der ersten westlichen Gelehrten, die sich für die Verwendung arabischer Literatur eingesetzt haben. Die Einschätzung seines Werks als pantheistisch durch Jean-Barthélemy Hauréau im 19. Jahrhundert beruht auf Missverständnissen.

## Werke

### Heptateuchon
Thierry schrieb ein Buch über die sieben Freien Künste, das Heptateuchon. Dafür wertete er insgesamt 45 antike und mittelalterliche Schriften aus. Die Zusammenfassungen sortierte er nach den einzelnen Fächern des Triviums und Quadriviums. Für den Abschnitt über die Dialektik übertrug er große Teile des Organons des Aristoteles ins Lateinische, die damalige Wissenschaftssprache. Damit wurde erstmals ein größerer Kreis von mittelalterlichen Gelehrten mit der aristotelischen Logik bekannt gemacht.

### De sex dierum operibus
In seinem platonisch ausgerichteten Kommentar über die sechs Tage der Genesis, De sex dierum operibus, lehrt Thierry, dass Gott die höchste Idee ist, durch die alle anderen Ideen geschaffen sind. Gott als Vater ist die Wirkursache, als Sohn und Weisheit ist er die Formalursache und als Heiliger Geist ist er die Finalursache der Welt. Die Weltseele setzte Thierry mit dem Heiligen Geist und dem über den Wassern schwebenden Geist Gottes aus dem Schöpfungsbericht gleich. Sie formt die Materie als Gestaltungsprinzip durch die in den Elementen angelegten Keimkräfte. Doch steht die Formenlehre nicht im Mittelpunkt. Vielmehr entsteht auf gleichsam mechanische Weise der geordnete Kosmos von selbst.
Am Anfang schuf Gott mit Himmel und Erde die Materie. Darin erkannte Thierry in Anlehnung an Platons Timaios die vier noch miteinander vermischten Elemente Feuer, Wasser, Luft und Erde. Das leichteste Element, das Feuer steigt noch am ersten Tag der Schöpfung nach oben und erzeugt die Kreisbewegung der Himmelsschale. Am zweiten Tag erwärmt das Feuer die Luft und das Wasser; die Dämpfe bilden das Firmament. Durch die Verdampfung des Wassers tritt das Land hervor; so wird am dritten Tag pflanzliches Leben möglich. Am vierten Tag entstehen durch Verdichtung des Wassers die Sterne, deren tägliche Drehung Lebenswärme (calor vitalis, ein Terminus aus der stoischen Naturphilosophie) erzeugt. Am fünften Tag entstehen die Fische. Zuletzt erwärmt sich das schwerste Element, die Erde, so dass dort die Landtiere entstehen, zu denen Thierry interessanterweise auch den Menschen zählt. Aus den natürlichen Qualitäten der Elemente, vor allem aus ihrer relativen Schwere, die wiederum aus ihrer kinetischen Energie abgeleitet wird, ergibt sich also die gesamte weitere Entwicklung des Kosmos und der Erde, die durch die göttliche Erschaffung nur angestoßen wurde. Dahinter verbirgt sich eine wenn auch noch unentwickelte, so doch zukunftweisende atomistische und mechanistische Untersuchungsmethode, die die Formenlehre des Aristoteles hinter sich lässt, welche die empirische Forschung teilweise eher behinderte als förderte.
Im Sinne der platonischen Tradition deutete Thierry auch die trinitarische Struktur Gottes. Die Zahl Eins bringt alle Zahlen hervor. Jede Vielheit und damit Anderssein setzt Einheit voraus. Alles Geschaffene ist durch Veränderung und damit durch Anderssein bestimmt. Damit setzt es dann aber Einheit voraus. In dieser Einheit liegt der Ursprung, auf den alles zurückgeführt werden kann: das Eine, Gott. Alles Geschaffene sind zwar Einheiten, aber sie bestehen nur durch die Teilhabe an dem absoluten Einen. Die Eins mit sich selbst multipliziert ergibt die Eins. Gott erzeugt die Gleichheit mit sich und aus sich selbst heraus. Die Teilhabe alles Geschaffenen an dieser Gleichheit liegt vor, insoweit Gegenstände untereinander aufgrund gemeinsamer Form gleich sind. Diese idealen Formen sind im göttlichen Geist (Weisheit). Der Heilige Geist verbindet das Eine mit der Weisheit als der Gleichheit.